# يوهان كارولوس
يوهان كارولوس (بالألمانية: Johann Carolus)‏ (و. 1575 – 1634 م) هو صحفي، وناشر (حرفة) ألماني، توفي في ستراسبورغ، عن عمر يناهز 59 عاماً.